# いおの様ファナティクス
『いおの様ファナティクス』（いおのさまファナティクス）は、藤枝雅による日本の漫画作品。
2004年から2006年まで『電撃帝王』（アスキー・メディアワークス）にて、創刊号から休刊号まで連載していた。
自らのハーレムに日本人女性を入れようと来日した外国の女王・いおのと、その側女に迎えられた女性・絵兎の織り成す百合漫画。キャラクターの立ち位置が水戸黄門の登場人物からインスパイアされている。
藤枝のアシスタント・源久也による4コマ漫画『いおのさまふぁなちくす』が『電撃帝王』VOLUME3に掲載された（コミックス第1巻に収録）。
スピンオフ『ここの様ファシネイツ』が『コミック百合姫』（一迅社）2015年5月号に掲載され、2015年6月30日に新装版が一迅社の百合姫コミックスより発売された。

## あらすじ
とある国の女王いおの・ミト・アルシュラインは、黒髪の日本人女性を自らの側女に所望し来日する。片っ端から黒髪美人に声を掛けるが、全て断られてしまう。ため息をつきながら喫茶店で休憩しているところ、うっかり相席した鉢辺絵兎にひと目惚れし、彼女を自分の側女にしようと画策する。

## 登場人物
担当声優はドラマCDでの配役。
いおの・ミト・アルシュライン
声 - 茅野愛衣
主人公。とある西の小国の女王で自由奔放、豪放磊落な女性。一人称は「妾」、語尾は「ぞよ」。即位後1年足らずで千人の宮女を召し抱えるが、黒髪の宮女が不足しているとの理由で、日本人女性の側女を求めに来日した。立ち位置は水戸黄門における水戸光圀。
鉢辺絵兎（はちべえと） / 絵兎・ミト・アルシュライン
声 - 日高里菜
紫野女子大2年生。真面目なのにうっかり屋。通称「うっかり鉢辺（うっかり八兵衛）」。喫茶店でうっかりいおのと相席したことがきっかけで、彼女から側女としての就任を請われ、日本で最初にいおのの側女となる。アイダの備考曰く「好きになったら一直線型」。
キャス・ルーセンス
声 - 洲崎綾
いおのの側仕王務管理官。幼少のころからいおのに仕えてきた。立ち位置は格さん。
アイダ・ブルーメール
声 - 西明日香
いおのの美容管理官。キャスとは昔からの同僚。立ち位置は助さん。
アルジェント・エフェメール
声 - 加隈亜衣
いおののSP。フレシェにSPの技と日本語を教わった。立ち位置はかげろうお銀。
フレシェ・ヴァンセット
声 - 瀬戸麻沙美
いおののSP兼運転手。アルジェントから「おかさん（お母さん）」と慕われている。立ち位置は風車の弥七。
尾上涙子（おうえるいこ）
声 - 久保ユリカ
遅刻常習のOL。物語最初に、いおのの側女勧誘を受けた最初の人物。会社命令で側女オーディションに参加させられたりもした。その後もいおのと遭遇し側女を請われるが、自身は普通の生活を望んでいるのでこれを断っている。
クラウソラス / クレーエ・パピエスト
声 - 内山夕実
元暗殺者。暗殺業に飽きて側女に転職を図ろうと売名目的で側女オーディションに参加。アルジェントとフレシェの2人がかりを相手に互角の戦闘を渡り合う。
楠瀬文（くすのせふみ）
AliceQuartetのキャラクターで本作に出張出演。側女オーディションの最終選考に残ったが都合でリタイアした。
田毎新（たごとあらた）
蕎麦屋の娘。側女と蕎麦屋を間違えて側女オーディションに参加し、調理方の側女として採用された。フレシェと惹かれあう関係になる。立ち位置は霞のお新。
シノン・ベルクール
いおのの正装「葵の御紋」を仕立てた開発室長官。アイダの同性愛者。
ヴィゼン・ベルクール
いおのの側女たちを束ねる「パーフェクト側女」と呼ばれる側女長。クラウソラスの襲撃を瞬時で退けさせる実力もさながら、50歳近くなのに外見は非常に若い。
ヤマ・ノヴェラ・ヴァランティアノズ
声 - 高森奈津美
いおのの国の隣国、ヴァランティアノズの第三皇女。自身の成人を以っていおのが迎えに来る約束を交わしていた。しかし迎えに現れず、しびれを切らして、クラウソラスに絵兎の拉致を指示し、いおのの真意を問いただそうとする。
レレィ・フェザーワルツ
ヤマの側付きの宮女。朔嶋れれぃ（のりしまれれぃ）の偽名で側女オーディションに潜入していた。このときクラウソラスと知り合い、後に絵兎の拉致を依頼する。
みおと
声 - 早見沙織
先代女王で、いおのの母。故人。いおのが黒髪の日本人女性の側女にこだわるのは、日本人である亡き母の面影を求めるため。
ここの・ミト・アルシュライン
声 - 小倉唯
iPS細胞で生み出されたいおのと絵兎の娘。『ここの様ファシネイツ』の主人公。本作での登場はドラマCDのみ。

## 書誌情報
初版
- 藤枝雅『いおの様ファナティクス』アスキー・メディアワークス〈電撃コミックスEX〉、全2巻
  1. 2005年8月10日発売[4]、ISBN 978-4-8402-3167-1
  2. 2007年9月10日発売[5]、ISBN 978-4-8402-3990-5

新装版
- 藤枝雅『いおの様ファナティクス』一迅社〈百合姫コミックス〉、全2巻
  1. 2015年6月30日発売[6]、ISBN 978-4-7580-7414-8
    - 特装版 同日発売[7]、ISBN 978-4-7580-7415-5

  2. 2015年6月30日発売[8]、ISBN 978-4-7580-7416-2
    - 特装版 同日発売[9]、ISBN 978-4-7580-7417-9